# Land Council
Die Land Councils, auch als Land and Sea Councils bezeichnet, sind Behörden in Australien. Sie wurden gegründet, als anerkannt wurde, dass die indigene Bevölkerung ein Recht auf das Land hat, in dem sie vor der europäischen Kolonisation lebte. Zu dem Kampf für ihre Landrechten gehört auch ihr Kampf um Menschenrechte, gleichen Lohn für gleiche Arbeit und ein ihren Vorstellungen entsprechendes Leben bzw. entsprechende Besiedlung ihres angestammten Landes.
Die ersten Land Councils entstanden ab 1973 im Northern Territory und es dauerte bis in die 1980er Jahre, dass dies auch in anderen australischen Bundesstaaten geschah. Ein entscheidender Schritt zur Errichtung der Organisationen war die Anerkennung von Native Titles vor australischen Gerichten. Dabei wurde in einzelnen Gerichtsverfahren anerkannt, dass der australische Kontinent vor der britischen Kolonisation kein Niemandsland war, kein terra nullius. Letztlich gab es die höchstrichterliche Anerkennung von Landrechten der Aborigines bis zu der gerichtlichen Auseinandersetzung im Fall Mabo v. Queensland im Jahr 1992.
Dass die Aborigines die ersten Einwohner Australiens waren, wurde am 13. Februar 2013 im australischen Parlament durch Gesetz anerkannt. Um dies in der australischen Verfassung zu verankern, ist noch ein Referendum durchzuführen, was die australische Regierung angekündigt hat.
Verschiedene lokale Land Councils werden auch von größeren, übergreifenden Councils zusammengefasst und verwaltet.

## Historische Entwicklung der Landrechte
Als Ausgangspunkt der Landrechtebewegung gilt die Yolngu Bark Petition von 1963. 1966 folgte der jahrelang anhaltende Gurindji Strike der indigenen Viehtreiber für einen gleichen Lohn für gleiche Arbeit. 1967 nahm die australische Bevölkerung das Referendum zur Volkszählung auch der Aborigines mit übergroßer Mehrheit an, was als Akt zur Gleichberechtigung der Aborigines interpretiert wird. 1971 verloren die Aborigines der Yolngu gerichtlich gegen die Nabalco-Bergwerksgesellschaft ihren Anspruch auf das Gebiet, in dem die Gove-Bauxitmine entstanden war. Die Bergwerksgesellschaft sicherte allerdings Entschädigungszahlungen und den Schutz ihrer spirituellen Orte zu, was als Eigentumsanerkennung betrachtet wurde. Die Zelt-Botschaft wurde 1972 auf dem Gelände des Australischen Parlaments in Canberra von Aborigines als politische Maßnahme für die Landrechte der Aborigines aufgebaut. 1973 setzte die australische Regierung eine Royal Commission ein, die die Landansprüche im Northern Territory prüfen sollte. In dem ersten Report dieser Kommission wurde die Gründung von Land Councils vorgeschlagen. 1973 kam es zur Gründung der ersten Land Councils im Northern Territory, die 1974 ihre Arbeit aufnahmen.
1975 wurde der Gurindji Strike erfolgreich beendet und der Premierminister William Gough ermöglichte die Rückkehr der Streikenden.
1976 wurde der Aboriginal Land Rights (Northern Territory) Act (1976) im Australischen Parlament verabschiedet, damit war verbunden, dass 1977 die meisten Aborigines-Reservate ins Eigentum der lokalen Aborigines übergingen.
Nach einer höchstrichterlichen Entscheidung des High Court of Australia im Jahr 2008 wurde den Aborigines der Tiwi das Küstenland einschließlich des Landes, das während des Tidenhubs trockenfällt, als Eigentum zugesprochen. Dieses Recht bedeutet für das Northern Territory, das etwa 85 % der Küstenlinie davon betroffen sind.
Nach 225 Jahren britischer Kolonisation verabschiedete das australische Unterhaus am 13. Februar 2013 The Aboriginal and Torres Strait Islander Peoples Recognition Bill, ein Gesetz, das die Aborigines als erste Bewohner Australiens anerkennt. Dieses Gesetz – die Verabschiedung im Oberhaus gilt als sicher – muss allerdings um Verfassungsrang zu erhalten, durch ein Referendum bestätigt werden. Ein diesbezügliches Referendum ist von der australischen Premierministerin Julia Gillard angekündigt worden.

## Aufstellung bestehender Land Councils
Die Liste bestehender Land Councils ist nachfolgend nach Bundesstaaten gegliedert.

### New South Wales
- NSW Aboriginal Land Council

### Northern Territory
- Central Land Council
- Northern Land Council
- Tiwi Land Council
- Anindilyakawa Land Council

### Queensland
- North Queensland Land Council
- Central Queensland Land Council
- Torres Strait Regional Authority
- Cape York Land Council

### South Australia
- Anangu Pitjantjatjara Land Council
- South Australian Aboriginal Legal Rights Movement Inc.
- Anangu Pitjantjatjara Yankunytjatjara Land Council

### Tasmanien
- Tasmanian Aboriginal Land and Sea Council

### Victoria
- Barengi Gadjin Land Council

### Western Australia
- South-West Aboriginal Land and Sea Council
- Yamatji Bana Baaba Marlpa Land and Sea Council
- Goldfields Land and Sea Aboriginal Council Corporation
- Kimberley Land Council
- Ngaanyatjarra Council (Aboriginal Corporation)